# جان هارولد پیل
سِـر جان هارولد پیل (انگلیسی: Sir John Harold Peel؛ ‏ ۱۰ دسامبر ۱۹۰۴ – ۳۱ دسامبر ۲۰۰۵) پزشک نامدار متخصص بیماری‌های زنان و زایمان اهل بریتانیا بود. وی از سال ۱۹۶۱ تا ۱۹۷۳ جراح زنان مخصوص ملکه بریتانیا الیزابت دوم بود و هنگام زایمان برخی فرزندان وی بر بالین او ملکه حاضر بود. وی تخصص خود را در دانشکدهٔ پزشکی کینگز کالج لندن دریافت کرد و از سال ۱۹۳۰ به طبابت مشغول شد. او از سال ۱۹۴۴ عضو «کالج سلطنتی متخصصان زنان و زایمان بریتانیا» بود و در چندین مرکز درمانی و دانشگاهی کار می‌کرد. وی از سال ۱۹۳۷ به «بیمارستان شاهدخت بئاتریس» رفت و تا سال ۱۹۶۵ به عنوان پزشک ارشد در آنجا ماند. وی مابین سال‌های ۱۹۷۰ تا ۱۹۷۳ رئیس فدراسیون بین‌المللی متخصصان زنان و زایمان بود
جان پیل در جریان زایمان الیزابت دوم برای به‌دنیا آوردنِ چارلز سوم (۱۹۴۸) و شاهدخت آن (۱۹۵۰) دستیار جراح سلطنتی سِـر ویلیام گیلیات بود. پس از مرگ سِـر ویلیام گیلیات در سال ۱۹۵۶، جان پیل از ۱۹۶۱ تا ۱۹۷۳ پزشک و جراح مخصوص ملکه شد و در جریان به‌دنیا آمدن شاهزاده اندرو (۱۹۶۰)، شاهزاده ادوارد (۱۹۶۴)، وایکانت لینلی (۱۹۶۱) و لیدی سارا آرمسترانگ-جونز (۱۹۶۴) بر بالین ملکه حاضر بود و آنها را به دنیا آورد. پس از جان پیل، سِـر جرج پینکر جانشین وی شد.